# Liste der Markgrafen der Lausitz
Die Markgrafschaft Lausitz oder kurz die Mark Lausitz entstand 965 aus der Sächsischen Ostmark, die 937–965 von Gero, Markgraf der Ostmark, regiert wurde. Ihm folgten als Markgrafen der Lausitz verschiedene Feudalherren des Stammesherzogtums Sachsen, die seit Dietrich I. (1032–1034) etwa zur Hälfte dem Hause Wettin entstammten. 1303 erwarb die brandenburgische Linie der Askanier das Reichslehen Markgrafschaft Lausitz, eines Territorialstaats des Heiligen Römischen Reiches. Die Herrschaft des Gebietes war aber umstritten und wurde zeitweise auch von den polnischen Herrschern beansprucht. Auch erfolgten zeitweise Pfandvergaben durch die jeweiligen Markgrafen.
Die markgräfliche Landesherrschaft wechselte oft: Askanier bis 1319, Wittelsbacher bis 1367, böhmische Könige aus den Häusern Luxemburg bis 1437, Jagiello bis 1526, Habsburg bis 1635, die wettinischen Kurfürsten von Sachsen und zeitweilig ihre Nebenlinie Sachsen-Merseburg bis 1815.
Bis zum Ende des 15. Jahrhunderts galt der Name „Lausitz“ (lat. Lusatia) allein für die nördlich gelegene Niederlausitz, deren Landesverwaltung in Lübben amtierte. Für die südliche Oberlausitz, die zeitweise auch  getrennte politische Wege ging, waren zu der Zeit mehrere Landesbezeichnungen gebräuchlich, insbesondere „die Länder Budissin und Görlitz“; ihre Landesverwaltung saß in Bautzen (damals Budissin). 1474 untertitelte man erstmals in der Kanzlei des ungarischen Königs Matthias Corvinus das sogenannte Sechsstädteland lateinisch als „Lusatia superior“, also Oberlausitz. In der Mitte des folgenden Jahrhunderts ging dieser Landesname nach und nach in den allgemeinen Sprachgebrauch über. Von da an wurde – zur Unterscheidung von der Oberlausitz – auch die Bezeichnung Niederlausitz gebräuchlich.

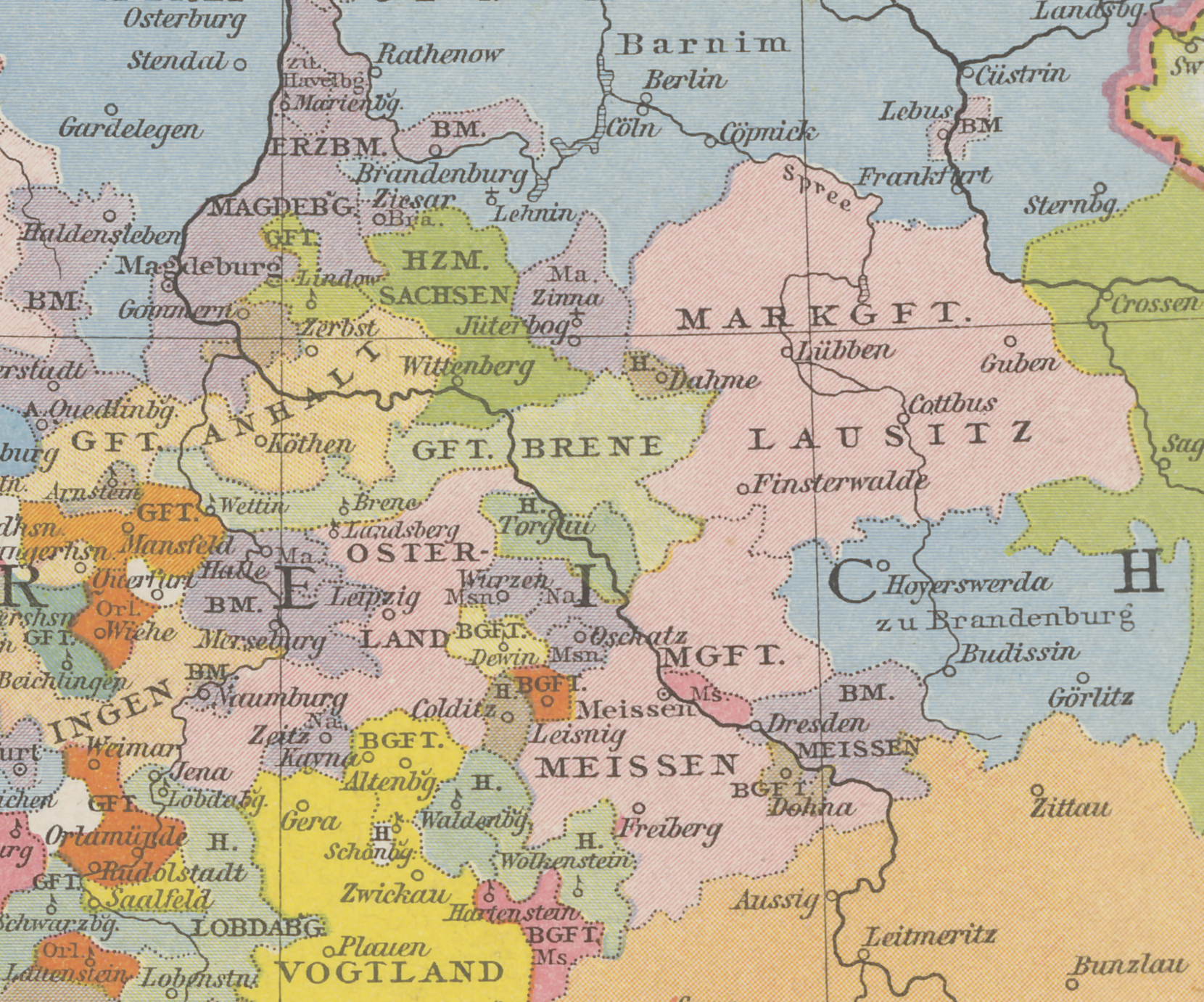
Die Markgrafschaft Lausitz (rechts, rosa) im 13. Jahrhundert, nördlich der Markgrafschaft Meißen (ebenfalls rosa). Die Oberlausitz mit Budissin und Görlitz (rechts, hellblau) gehörte damals zu Brandenburg.

Da die Markgrafen seit dem Spätmittelalter auswärtige Herrscher waren und die Lausitz nur eines ihrer Nebenländer, ein reichsrechtlich allerdings eigenständiges, ließen sie das Land durch Landvögte verwalten. Das Amt des Landvogts der Oberlausitz entstand in der zweiten Hälfte des 13. Jahrhunderts während der Herrschaft der brandenburgischen Askanier durch die Vereinigung der Ämter des Burggrafen von Bautzen und des Landrichters, die während der böhmischen Herrschaft über die Oberlausitz nebeneinander bestanden. Erster Landvogt in Bautzen war um 1272 Theodor von Wusterbusch. Der erste Landvogt der (Nieder-)Lausitz, Kunz von Würzburg, wurde 1359 unter sächsischer Pfandherrschaft erwähnt. 
Auf dem Wiener Kongress (1815) musste der sächsische König die Teilung des Königreiches Sachsen und somit große Gebietsverluste zu Gunsten des Königreichs Preußens hinnehmen. Der preußische König erhielt die Niederlausitz sowie  etwa die Hälfte der Oberlausitz mit Görlitz. Das Markgraftum Niederlausitz wurde aufgelöst und der Provinz Brandenburg angeschlossen, aus den abgetretenen Teilen der Oberlausitz wurden vier Landkreise gebildet und in die preußische Provinz Schlesien integriert. Durch die sächsische Verfassung von 1831 wurde die rechtliche Sonderstellung des bei Sachsen verbliebenen Teils der Oberlausitz beseitigt, aus dem die Kreishauptmannschaft Bautzen gebildet wurde. Damit waren beide Markgrafschaften politisch erloschen, der markgräfliche Titel wurde jedoch vom sächsischen und vom preußischen König bis zur Novemberrevolution 1918 weitergeführt.

## Vorläufer Markgrafen der Lausitz (Sächsische Ostmark)

### 937–965
- Gero, Markgraf der Ostmark (937–965)

## Markgrafen der Lausitz

### 965–1303
- Hodo I. (965–993)

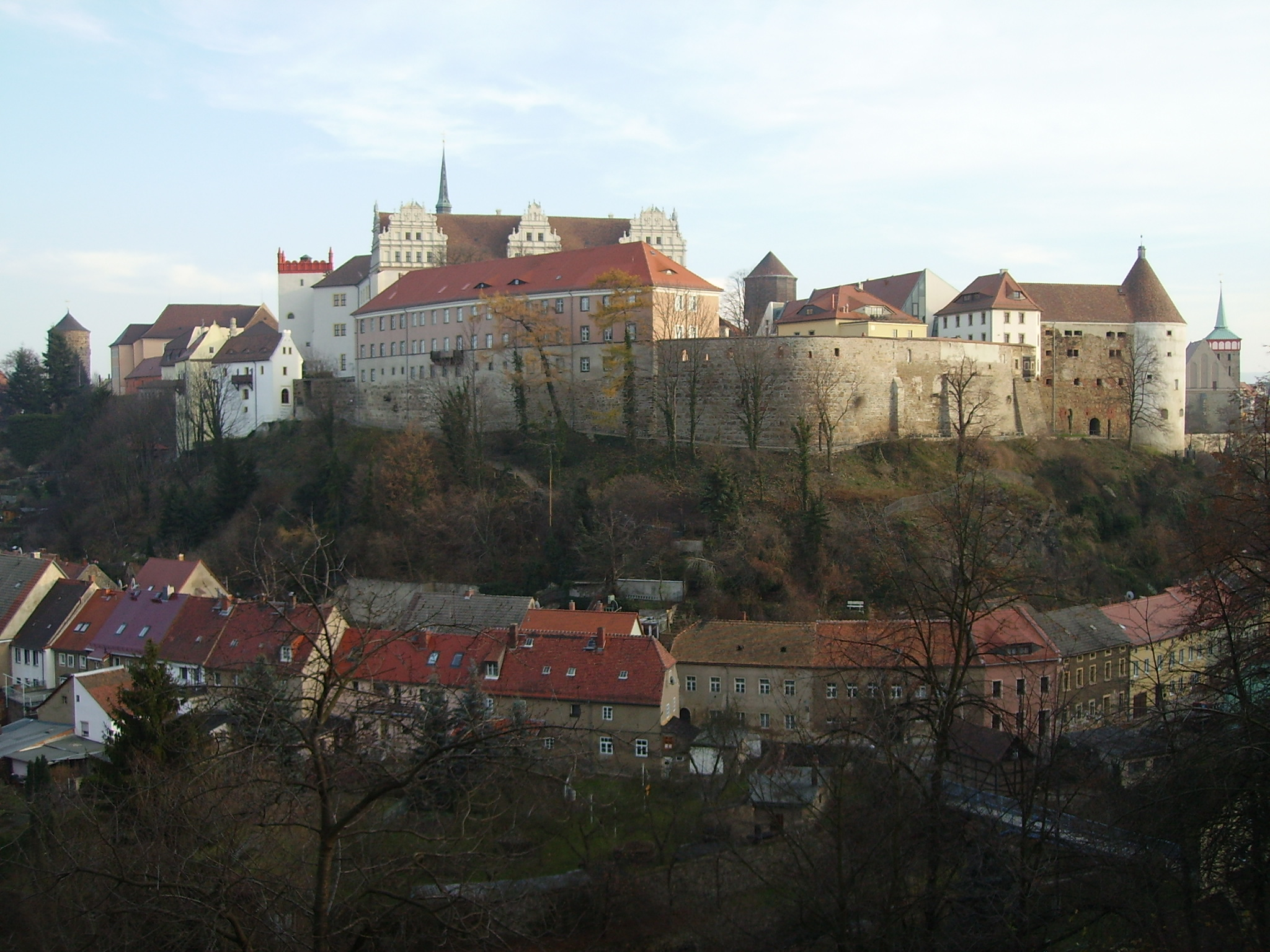
Schloss Ortenburg in Bautzen, Sitz der Landvögte der Oberlausitz

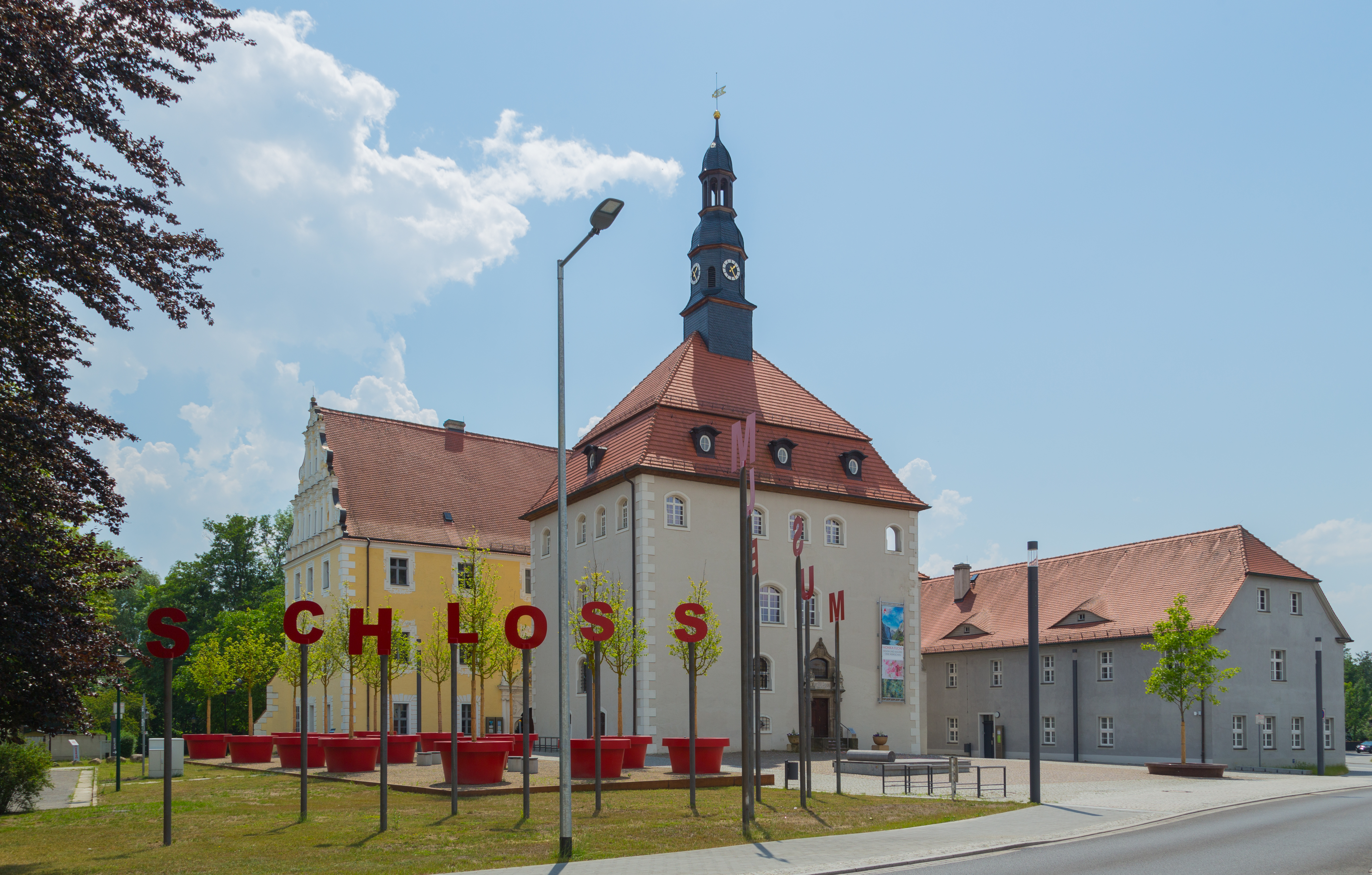
Schloss Lübben, Sitz der Landvögte der Niederlausitz

- Gero (993–1015) → ab 1002 nur im westlichsten Teil
- Thietmar (1015–1030) → ab 1015 nur im westlichsten Teil
- Hodo II. (1030–1032) → bis 1031 nur im westlichsten Teil
- Boleslaw I. von Polen (1002–1025)
- Mieszko II. von Polen (1025–1031)
- Dietrich I. (1032–1034)
- Ekkehard (1034–1046)
- Dedo I. (1046–1069)
- Dedo II. (1069–1069)
- Dedo I. (1069–1075)→ erneut
- Vratislav II. von Böhmen (1076–1081)
- Heinrich I. (1081–1103)
- Heinrich II. (1103–1123)
- Wiprecht (1123–1124)
- Albrecht (1124–1131)
- Heinrich III. (1131–1135)
- Konrad I. (1136–1157)
- Dietrich II. (1156–1185)
- Dedo III. (1185–1190)
- Konrad II. (1190–1210)
- Dietrich III. (1210–1221)
- Heinrich IV. (1221–1288)
- Friedrich (1288)
- Dietrich IV. (1288–1303)

Dietrich IV. verkaufte die Mark Lausitz 1303 an die brandenburgische Linie der Askanier. Nach dem Aussterben der brandenburgischen Askanier, 1319, gerieten Teile der Mark Lausitz an Herzog Rudolf von Sachsen und Heinrich I. von Jauer, Herzog von Jauer in Schlesien, der Hauptteil war 1323–28 von den Wittelsbachern, die mit Ludwig dem Bayern ab 1314 die römisch-deutschen Kaiser stellten und damit reichsrechtlich die eigentlichen Lehnsherren der Mark Lausitz waren, an die Wettiner verpfändet. Eine erneute wettinische Pfandschaft von 1353 endete 1364, anschließend verkaufte Kurfürst Otto von Wittelsbach die Mark Lausitz 1367 an das Königreich Böhmen, bei dem sie bis 1635 verblieb.
- Otto I. (1303–1308)
- Waldemar (1308–1319)
- Ludwig I. (1319–1323)
- Ludwig II. (1323–1351)
- Ludwig III. (1351–1365)
- Otto II. (1365–1367)

### 1367–1635
Der böhmische König Karl I., ab 1355 Kaiser Karl IV. des Heiligen Römischen Reiches, inkorporierte 1367 die Lausitz in die böhmischen Krone, deren Nebenland blieb die Markgrafschaft bis zum Prager Frieden von 1635. In dieser Zeit waren die Könige von Böhmen zugleich die Markgrafen der Lausitz.
- Karl I. (1367–1378)
- Wenzel (1378–1419)
- Sigismund (1420–1437)
- Albrecht (1438–1439)
- Ladislaus (Władysław) I. (1440–1457)
- Georg (1457–1471)
- Matthias Corvinus (1469–1490) →als Gegenkönig nur in den böhmischen Nebenländern, darunter die Lausitz
- Władysław II. (1471–1516)
- Ludwig IV. (1516–1526)
- Ferdinand I. (1526–1564)
- Maximilian (1564–1576)
- Rudolf (1576–1611)
- Matthias (1611–1619)
- Friedrich II. (1619–1620/1621)
- Ferdinand II. (1620/21–1635)

### 1635–1815
Mit dem Prager Frieden wurde der Kurfürst von Sachsen mit der Markgrafschaft der Lausitz belehnt, wobei diese nach wie vor ein eigenständiges Gebiet blieb. Seit 1657 ging sie an die Nebenlinie der Herzöge von Sachsen-Merseburg und fiel 1738 nach deren Erlöschen im Mannesstamm an den sächsischen Kurfürsten zurück.
- 1635–1656 Johann Georg I. von Sachsen
- 1656–1691 Christian I. von Sachsen-Merseburg
- 1691–1694 Christian II. von Sachsen-Merseburg
- 1694–1694 Christian III. Moritz von Sachsen-Merseburg, unter Administration Kurfürst Friedrich Augusts I. von Sachsen und unter Vormundschaft seiner Mutter Erdmuth Dorothea von Sachsen-Zeitz
- 1694–1731 Moritz Wilhelm von Sachsen-Merseburg , bis 1712 unter Administration Kurfürst Friedrich Augusts I. von Sachsen und unter Vormundschaft seiner Mutter Erdmuth Dorothea von Sachsen-Zeitz
- 1731–1738 Heinrich von Sachsen-Merseburg
- 1738–1763 Friedrich August II. von Sachsen
- 1763 Friedrich Christian von Sachsen
- 1763–1806 Friedrich August III. von Sachsen der Gerechte

## Auflösung der Markgrafschaft
Durch Beschluss des Wiener Kongresses von 1815 wurde die Markgrafschaft Lausitz dem Königreich Preußen angeschlossen und damit formell aufgelöst. Ihr Gebiet ging in der Provinz Brandenburg auf.

### Oberlausitz
- Geschichte der Oberlausitz
- Landvogt der Oberlausitz
- Schloss Ortenburg in Bautzen, Sitz der Landvögte
- Herrschaften der Oberlausitz

### Niederlausitz
- Geschichte der Niederlausitz
- Landvogt der Niederlausitz
- Liste der Landsyndizi der Niederlausitz
- Liste von Herrschaften in der Niederlausitz
- Schloss Lübben, Sitz der Landvögte
- Ständisches Landhaus Lübben